# Yoshihiro Someya
Yoshihiro Someya (japanisch 染谷 佳大 Someya Yoshihiro; * 14. Juli 1998) ist ein japanischer Leichtathlet, der sich auf den Sprint spezialisiert.

## Sportliche Laufbahn
Erste internationale Erfahrungen sammelte Yoshihiro Someya 2019 bei der Sommer-Universiade in Neapel, bei der er im 200-Meter-Lauf bis in das Halbfinale gelangte und dort mit 21,09 s ausschied. Zudem siegte er mit der japanischen 4-mal-100-Meter-Staffel in 38,92 s und kam in der 4-mal-400-Meter-Staffel im Vorlauf zum Einsatz.
Someya studiert Rechtswissenschaften an der Chūō-Universität und tritt für das Leichtathletikteam der Universität an.

## Persönliche Bestzeiten
- 100 Meter: 10,37 s (+1,3 m/s), 2. August 2019 in Hachiōji
- 200 Meter: 20,64 s (+0,8 m/s), 23. Juni 2018 in Yamaguchi